# Provincia de Ifni
Ifni fue una antigua provincia española de ultramar que se extendía en un pequeño territorio colonial también conocido como Ifni, situado en la costa occidental del actual Marruecos en torno a la ciudad de Sidi Ifni. Existió como tal entre 1958 y 1969, aunque ya desde 1958 —a raíz del desenlace de la guerra de Ifni— el control de facto por parte de España de la mayor parte del territorio se vio sustancialmente reducido; limitándose este a la ciudad de Sidi Ifni (la capital) y sus alrededores.

## Símbolos
El escudo heráldico de la provincia seguía el siguiente blasón:

«Escudo cortado. Primero de azur, el pez de plata pasando; segundo de oro, la cruz de Jerusalén, en gules.»
Boletín Oficial del Estado nº 17 de 19 de enero de 1962

## Historia

### Antecedentes

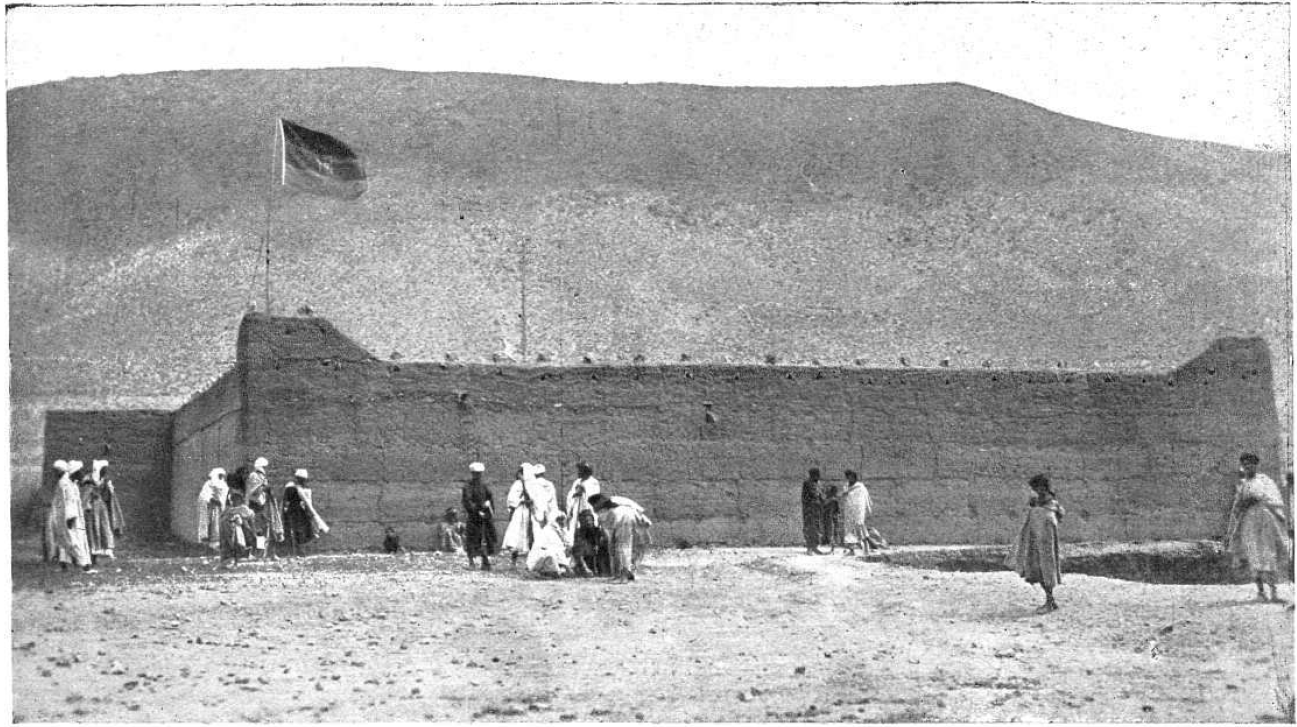
La bandera española ondeando sobre la sede provisional del gobierno del Territorio de Ifni el 7 de abril de 1934, que marcó la ocupación efectiva de Ifni por los españoles.

El 28 de abril de 1860 el sultán de Marruecos reconoció los derechos españoles sobre Santa Cruz de la Mar Pequeña, una antigua plaza española en la costa atlántica del norte de África cuya fundación por Diego de Herrera se remontaba a 1476. Una comisión hispano-marroquí propiciada por la Real Academia de la Historia determinó erróneamente en 1878 la ensenada de Uad Ifni como la ubicación de Santa Cruz de la Mar Pequeña; esta última en la actualidad se tiende a situar en Puerto Cansado, otro punto de la costa atlántica del Magreb.
España no procedió a la ocupación de la colonia de Ifni hasta 1934. El territorio de Ifni se encontraba subdividido en los distritos Centro (con capital en Sidi Ifni), Norte (con capital en Tiugsa), y Sur (con capital en Telata de Isbuia). Entre 1946 y 1958 Ifni formó parte del África Occidental Española (abreviada como AOE, el conjunto de colonias y protectorados de España en la parte occidental del continente africano), junto a Cabo Juby, Saguia el Hamra y Río de Oro. Entre 1957 y 1958 se libró la Guerra de Ifni entre fuerzas franco-españolas y el Ejército de Liberación Marroquí.

### Provincia

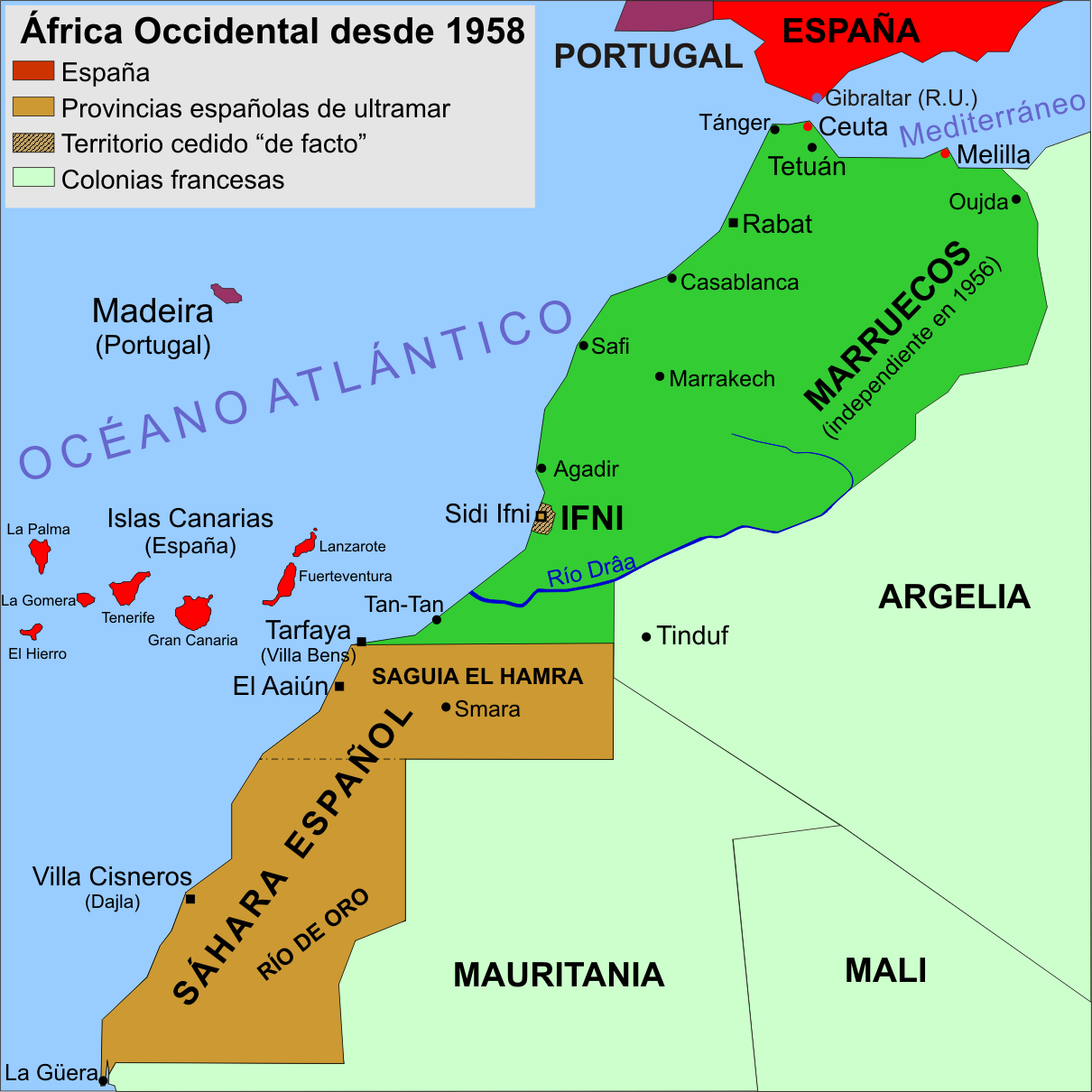
Mapa del África Occidental Española desde 1958.

Al desaparecer el AOE, Ifni se constituyó el 10 de enero de 1958 en una provincia de ultramar, en el marco según algunos académicos de «una campaña de legitimación histórica de la presencia colonial española en África». Tras la guerra, España solo pudo mantener control efectivo de facto sobre el perímetro de la ciudad de Sidi Ifni. A diferencia del caso de los territorios del Sáhara Occidental, ya desde 1963 el gobierno español se mostró abierto a la descolonización del territorio y entrega al Marruecos gobernado por el monarca Hassan II.
En 1965 la resolución 2072 de la Organización de las Naciones Unidas invitó a España a la descolonización de los territorios de Sáhara Occidental y de Ifni. El Tratado de Fez del 4 de enero de 1969, propició la retrocesión de Ifni y el 30 de junio de 1969 Marruecos asumió la posesión del territorio.

## Demografía

Extensión del territorio de Ifni antes y después de la guerra de Ifni-Sáhara, guerra que España libró con Marruecos desde noviembre de 1957 hasta junio de 1958.

| Gráfica de evolución demográfica de Provincia de Ifni entre 1958 y 1965 |
|                                                                         |
| Fuente para 1960 y 1965                                                 |

## Publicaciones
En Sidi Ifni se editó la publicación semanal A. O. E. —siglas de «África Occidental Española»— entre 1945 y 1968.

Ifni español
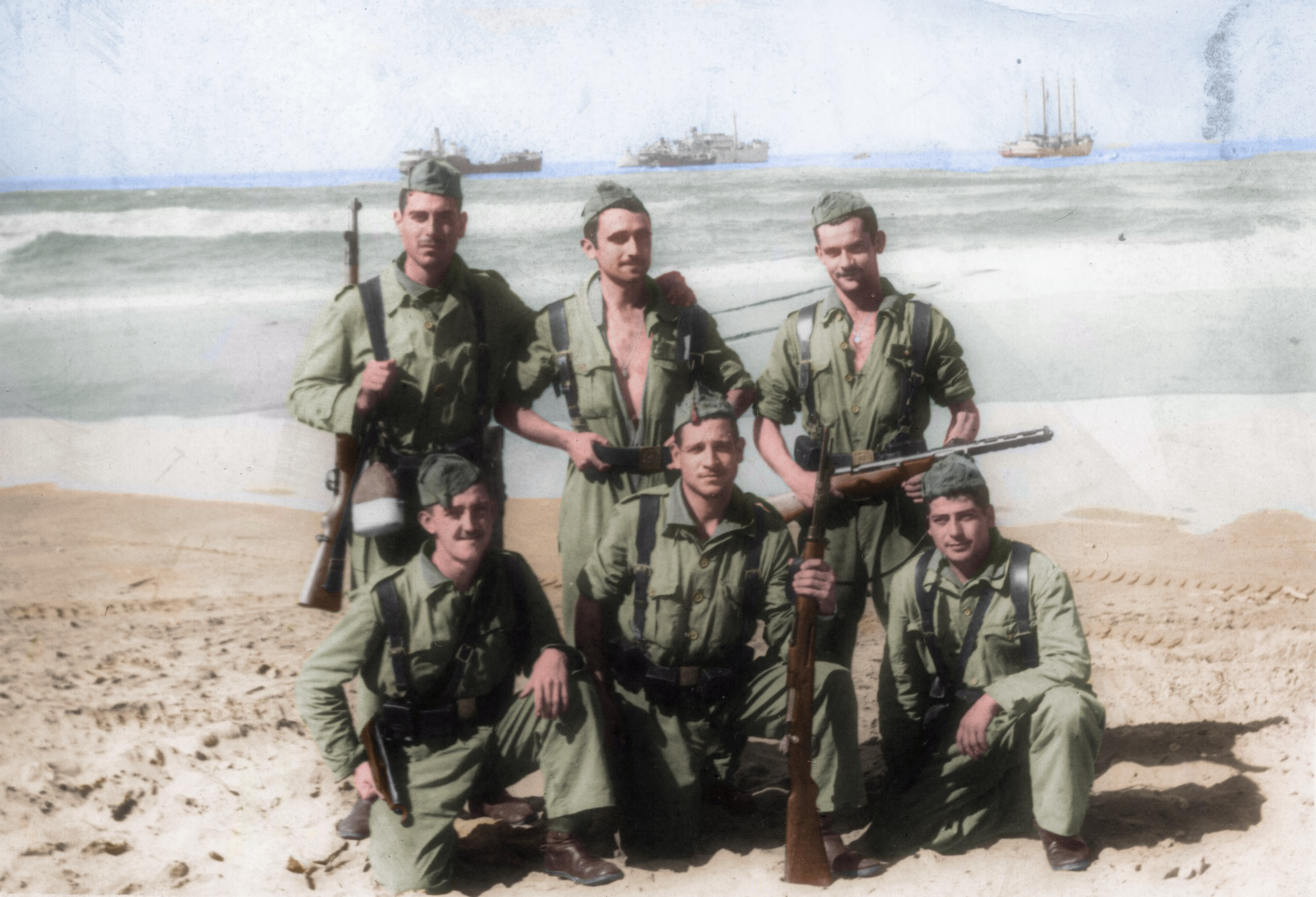
Soldados españoles en 1957
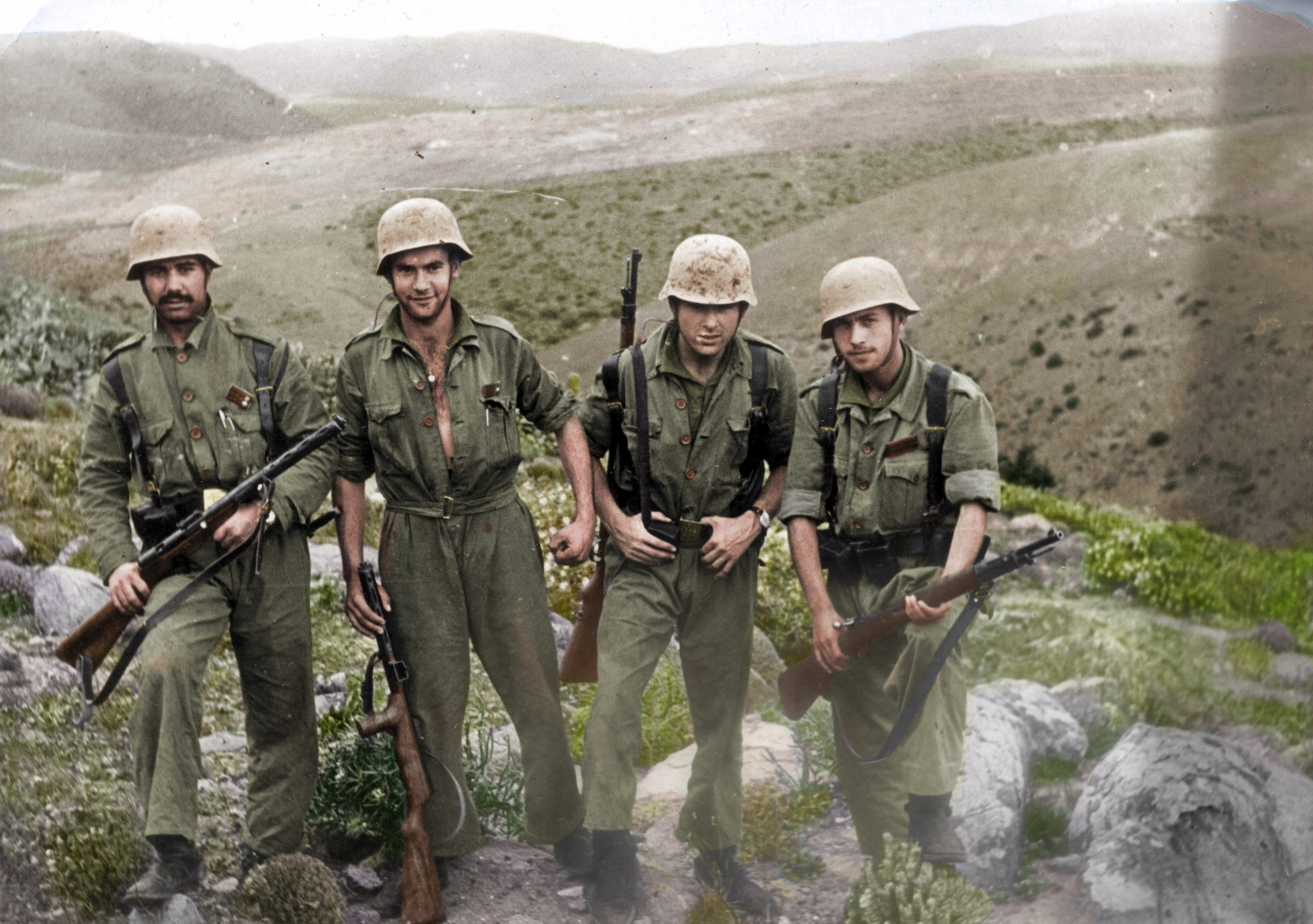
Soldados españoles en 1958
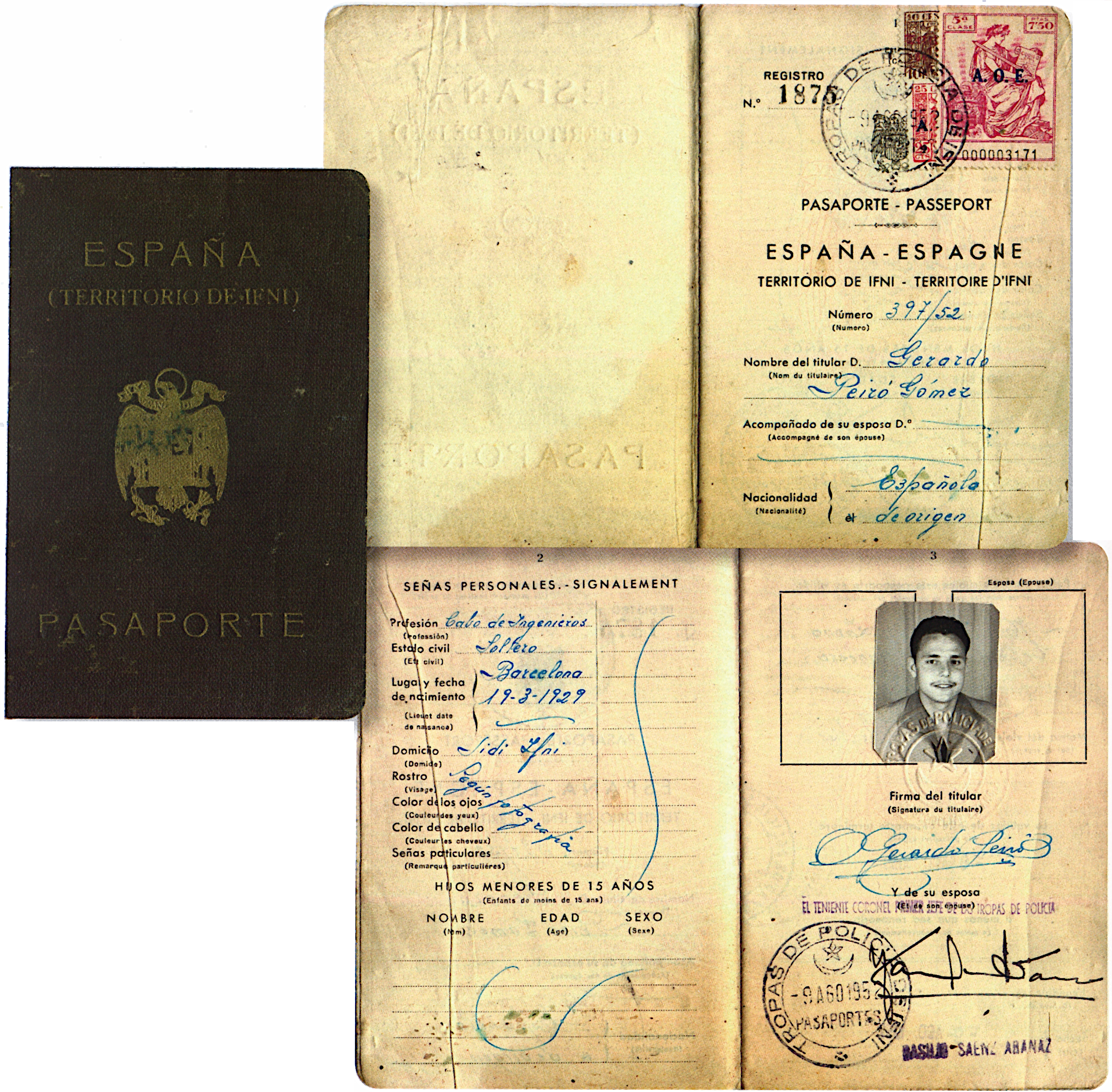
Pasaporte español emitido en Ifni, una posesión colonial en el norte de África.
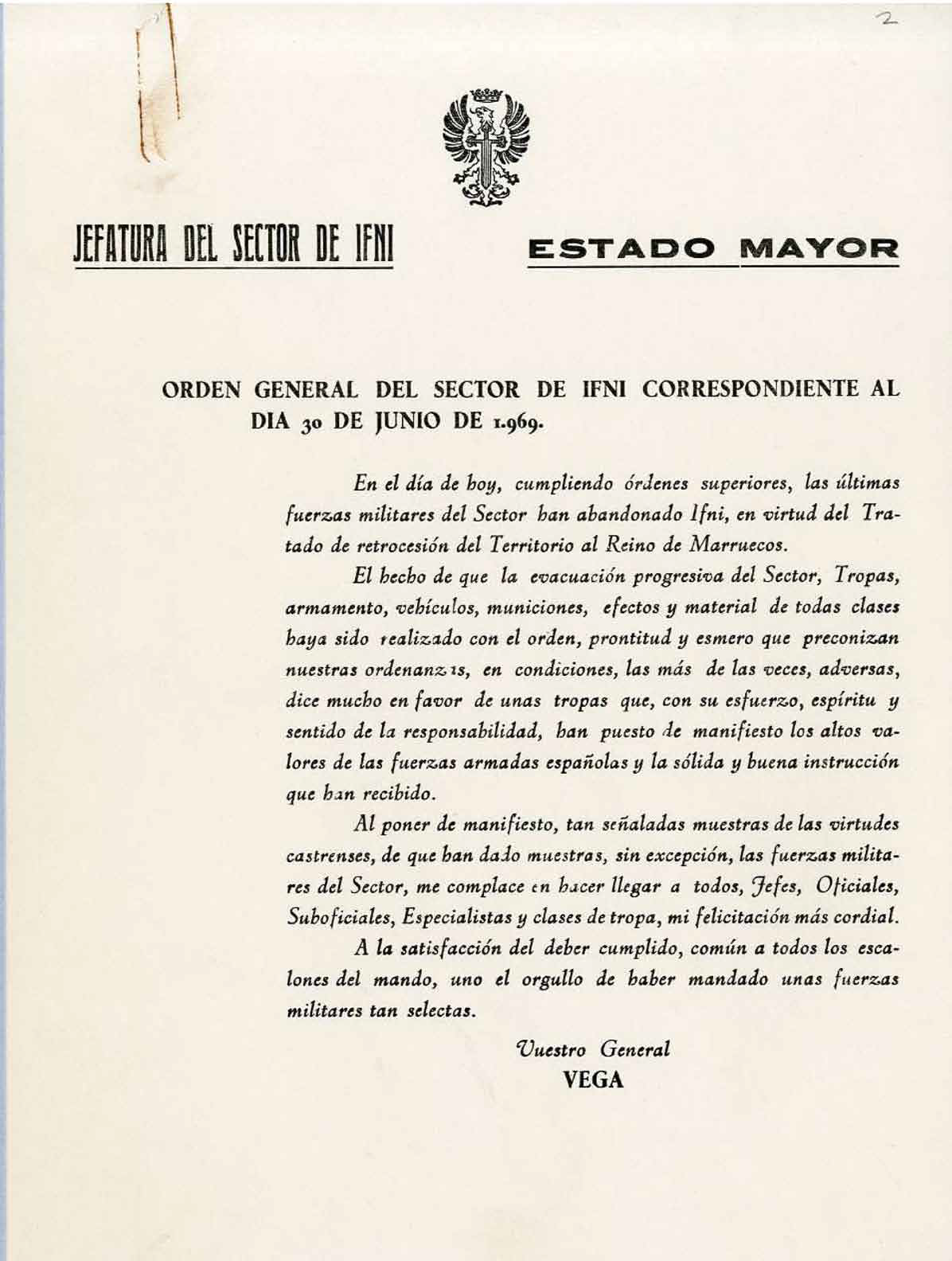
Última Orden General del Sector Ifni. 30 de junio de 1969.
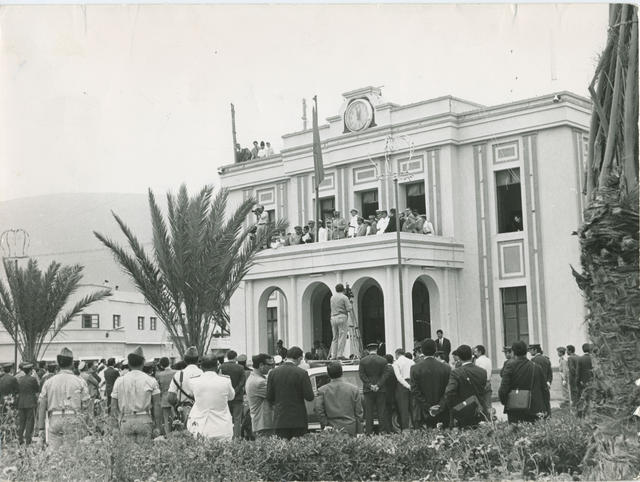
Ceremonia de cesión de Ifni a Marruecos, 1 Julio 1969.